# دومينيك باربر
دومينيك باربر (بالإنجليزية: Dominic Barber)‏ هو مخرج بريطاني، ولد في 21 يوليو 1955 في برستل في المملكة المتحدة، وتوفي بنفس المكان في 9 مايو 2003.